# Associazione Calcio Ravenna 1934-1935
Questa pagina raccoglie le informazioni riguardanti l'Associazione Calcio Ravenna nelle competizioni ufficiali della stagione 1934-1935.

## Stagione
Nella stagione 1933-1934 gli obiettivi del Ravenna presieduto da Erminio Cidonio che passerà poi la mano a Roldano Testoni, risultano superiori alla portata della squadra che ha dovuto ridiscendere nelle divisioni regionali, a causa della nuova ristrutturazione che il calcio affronta, con la creazione del nuovo terzo livello chiamato Serie C. Solo le prime sei di ogni girone di Prima Divisione resteranno nel nascente campionato. 
Chiuso il torneo all'ottavo posto nel girone E con 23 punti a metà classifica, il Ravenna di fatto è retrocesso nel quarto livello che si chiama ancora Prima Divisione. Guidato da Angelo Albertoni con il doppio incarico di difensore e allenatore, e con Giorgio Ballerini miglior realizzatore con 10 reti mentre sono 9 quelli messi dentro da Carlo Capra. Il Ravenna ha disputato un discreto torneo, vinto dalla Reggiana con 38 punti, davanti al Parma con 37, con loro sono state promosse nel nuovo campionato di Serie C la Libertas Rimini, il Piacenza, il Forlimpopoli ed il  Mantova.

## Rosa
| N. |                   | Ruolo | Calciatore          |
| -- | ----------------- | ----- | ------------------- |
|    | Italia (bandiera) | D     | Angelo Albertoni    |
|    | Italia (bandiera) | C     | Giorgio Ballerini   |
|    | Italia (bandiera) | C     | Nelso Baroni        |
|    | Italia (bandiera) | D     | Bendazzi            |
|    | Italia (bandiera) | A     | Giovanni Bencivelli |
|    | Italia (bandiera) | P     | Pietro Borghi       |
|    | Italia (bandiera) | A     | Bramante            |
|    | Italia (bandiera) | C     | Angelo Bullini      |
|    | Italia (bandiera) | A     | Carlo Capra         |
|    | Italia (bandiera) | D     | Olao Cerini         |
|    | Italia (bandiera) | C     | Ferdinando Cortesi  |

| N. |                   | Ruolo | Calciatore         |
| -- | ----------------- | ----- | ------------------ |
|    | Italia (bandiera) | A     | Francesco Cortesi  |
|    | Italia (bandiera) | D     | Gian Franco Fabbri |
|    | Italia (bandiera) | D     | Bruno Guermanni    |
|    | Italia (bandiera) | C     | Aurelio Marazzino  |
|    | Italia (bandiera) | C     | Alberto Mazzanti   |
|    | Italia (bandiera) | C     | Minguzzi           |
|    | Italia (bandiera) | D     | Attilio Parise     |
|    | Italia (bandiera) | P     | Terzo Ricci        |
|    | Italia (bandiera) | P     | Sangiorgi          |
|    | Italia (bandiera) | A     | Gualtiero Taroni   |
|    | Italia (bandiera) | A     | Riccardo Zama      |

## Risultati

### Girone di andata
| Arbitro: | Baracchi (Firenze) |

|                                       |           |                          |
| Marazzino 3’ Cortesi 23’ Bramante 70’ | Marcatori | 11’, 37’ Ravasi 55’ Zoli |

| Arbitro: | Civitarese (Chieti) |

|                          |           |               |
| Mietti 1’ Pattarello 71’ | Marcatori | 56’ Albertoni |

| Arbitro: | De Benedictis (Padova) |

|                       |           |                           |
| Cortesi 37’ Capra 80’ | Marcatori | 62’ Romualdi 75’ Calanchi |

| Arbitro: | Forni (Trento) |

|               |           |  |
| Cosentino 60’ | Marcatori |  |

| Arbitro: | Ghetti (Modena) |

|               |           |  |
| Marazzino 25’ | Marcatori |  |

| Arbitro: | Galeati (Bologna) |

|                                                                                 |           |                            |
| Aramini 3’ Taddei 18’, 25’ N. Negrini 48’ Baruzzi 52’ Fortini 59’ Baratella 65’ | Marcatori | 73’ Capra 77’, 82’ Cortesi |

| Arbitro: | Campi (Ancona) |

|           |           |  |
| Capra 48’ | Marcatori |  |

| ravenna 16 dicembre 1934 8ª giornata | Ravenna            | 0 – 0 | Forlimpopoli | Campo della Darsena\| Arbitro: \| Montironi (Ancona) \| |
| Arbitro:                             | Montironi (Ancona) |       |              |                                                         |

| Arbitro: | Coletti (Treviso) |

|                                     |           |  |
| Guermanni 15’ (aut.) Del Grosso 68’ | Marcatori |  |

| Arbitro: | D'Agostino (Porto San Giorgio) |

|                                             |           |                |
| Marazzino 4’ Ballerini 29’ Cortesi 44’, 54’ | Marcatori | 13’ Codrignani |

| Arbitro: | Gorini (Milano) |

|                 |           |               |
| Zecchi 13’, 32’ | Marcatori | 78’ Marazzino |

| Arbitro: | Inverni (Milano) |

|                               |           |                                  |
| Girometta 10’, 57’ Chiesa 81’ | Marcatori | 25’, 62’ Ballerini 86’ Marazzino |

| Arbitro: | Freschi (Bologna) |

|                              |           |            |
| Capra 29’, 55’ Ballerini 63’ | Marcatori | 88’ Sgarbi |

### Girone di ritorno
| Arbitro: | Tiberio (Gorizia) |

|                        |           |           |
| Fagioli 13’ Ravasi 53’ | Marcatori | 30’ Capra |

| Arbitro: | Curradi (Firenze) |

|                         |           |                     |
| Capra 10’ Ballerini 15’ | Marcatori | 43’ Pavan 65’ Bassi |

| Arbitro: | Oblach (Trieste) |

|      |           |                          |
| {{}} | Marcatori | 9’ Ballerini 82’ Cortesi |

| Arbitro: | Ciaccio (Taranto) |

|               |           |                       |
| Ballerini 32’ | Marcatori | 7’ Zuffa 61’ Buttazzi |

| Arbitro: | Frattini (Varese) |

|  |           |               |
|  | Marcatori | 71’ Ballerini |

| Arbitro: | De Jurco (Trieste) |

|                         |           |                               |
| Capra 81’ Ballerini 84’ | Marcatori | 15’ Baratella 55’, 65’ Taddei |

| Arbitro: | Calvari (Milano) |

|                  |           |              |
| Violi 63’ (rig.) | Marcatori | 8’ Ballerini |

| Arbitro: | Roberti (Trieste) |

|                                 |           |          |
| Camporesi 40’, 85’ Liverani 89’ | Marcatori | 62’ Zama |

| Arbitro: | Papa (Genova) |

|  |           |                                 |
|  | Marcatori | 32’ Ponticelli 67’ (rig.) Cella |

| Arbitro: | Campi (Ancona) |

|              |           |          |
| Costa II 52’ | Marcatori | 6’ Capra |

| Arbitro: | Stecig (Fiume) |

|                        |           |  |
| Taroni 55’ Bullini 74’ | Marcatori |  |

| Arbitro: | Gondola (Monfalcone) |

|  |           |                         |
|  | Marcatori | 45’ Girometta 55’ Gobbi |

| Carpi 26 maggio 1935 26ª giornata | Carpi | 0 – 2 A Tav. | Ravenna | Polisportivo Comunale |